# Смолякова Наталія Іванівна
Наталія Іванівна Смолякова (нар. 21 березня 1968, Алмати, Казахська РСР) — радянська та казахська футболістка, захисниця.

## Життєпис
Першою футбольною командою була «Претендент» (Алмати), яка згодом стала самарським клубом ЦСК ВПС, загалом відіграла 5 сезонів. У 1992 році провела у чемпіонаті 24 матчі. Після закінчення сезону вирішила повернутися до Алмати.

## Досягнення
ЦСК ВПС
- Чемпіонат Росії
  -  Срібний призер (1): 1992